# Corgémont
Corgémont là một đô thị ở huyện Courtelary ở bang Bern ở Thụy Sĩ. Đô thị này có diện tích 17,6 km², dân số năm 2005 là 1523 người. Đô thị này nằm ở khu vực nói tiếng Pháp Bernese Jura (Jura Bernois).